# Prismatocarpus sessilis
Prismatocarpus sessilis là loài thực vật có hoa trong họ Hoa chuông. Loài này được Eckl. ex A.DC. miêu tả khoa học đầu tiên năm 1830.